# Piotr Byczkow
Piotr Aleksiejewicz Byczkow, ros. Пётр Алексеевич Бычков (ur. 22 kwietnia 1886, zm. 23 lutego 1971 w Los Angeles) – rosyjski, a następnie jugosłowiański wojskowy służby medycznej, lekarz pułkowy 3 Pułku Rosyjskiego Korpusu Ochronnego podczas II wojny światowej.

## Życiorys
W 1914 r. ukończył studia medyczna na Uniwersytecie Kijowskim. Brał udział w I wojnie światowej. 20 maja 1919 r. wstąpił do wojsk Białych gen. Antona I. Denikina. Na pocz. września 1920 r. został lekarzem wojskowym w 1 dywizjonie minowców brygady minowej Floty Czarnomorskiej Białych. Od 16 października tego roku był lekarzem okrętowym statku łącznikowego „Ałmaz”. W poł. listopada wraz z resztą floty wojennej Białych ewakuował się z Krymu do Bizerty. Od końca 1921 r. mieszkał w Bułgarii. W poł. lat 20. przeniósł się do Królestwa SHS. Służył jako lekarz wojskowy w jugosłowiańskiej flocie wojennej. Awansował do stopnia podpułkownika. Po ataku na Jugosławię wojsk niemieckich w kwietniu 1941 r. dostał się do niewoli i został internowany przez Włochów w obozie w Splicie. Po wypuszczeniu na wolność wstąpił w styczniu 1942 r. do Rosyjskiego Korpusu Ochronnego. Od 9 lutego 1943 r. pełnił funkcję lekarza pułkowego 3 Pułku. Po zakończeniu wojny był lekarzem w obozie jenieckim, zaś od marca 1948 r. starszym lekarzem szpitala polowego w Kellerbergu. Pod koniec 1951 r. wyjechał do USA.